# ماموكا باختادز
ماموكا باختادز (9 يونيو 1982)؛ سياسي جورجي، يشغل منصب رئيس الوزراء الجورجي منذ 20 يونيو 2018.